# تورک، شهرستان شردا ویلکپلسکا
تورک، شهرستان شردا ویلکپلسکا (به لاتین: Turek, Środa Wielkopolska County) یک منطقهٔ مسکونی در لهستان است که در Gmina Środa Wielkopolska واقع شده‌است.